# Salaparuta
Salaparuta är en ort och kommun i kommunala konsortiet Trapani, innan 2015 provinsen Trapani, i regionen Sicilien i sydvästra Italien. Kommunen hade 1 670 invånare (2017).